# Calliostoma kampsa
Calliostoma kampsa är en snäckart som beskrevs av Dall 1927. Calliostoma kampsa ingår i släktet Calliostoma och familjen Calliostomatidae. Inga underarter finns listade i Catalogue of Life.